# Ronald Drever
Ronald William Prest Drever (26 octobre 1931 - 7 mars 2017) est un physicien britannique (écossais). Professeur émérite du California Institute of Technology, il a effectué l'expérience Hughes–Drever (qui a permis de démontrer l'indépendance directionnelle de la masse et de l'espace), il a participé à la mise au point de la technique Pound–Drever–Hall (qui permet de stabiliser la fréquence d'un laser avec une grande précision) et il a cofondé le projet LIGO.
Son travail a permis la découverte de la première observation des ondes gravitationnelles en 2015,,,,,.